# 响水河子乡
响水河子乡，是中华人民共和国辽宁省抚顺市新宾满族自治县下辖的一个乡镇级行政单位。

## 行政区划
响水河子乡下辖以下地区：
富江村、双砬子村、双砬子朝鲜族村、上围子村、下围子村、响水河子村、响水河子朝鲜族村和东腰堡村。